# Campeonato Sul-Americano de Futebol de 1921
O Campeonato Sul-Americano de Futebol de 1921, foi a quinta edição da competição. Participaram da disputa quatro seleções: Argentina, Brasil, Paraguai e Uruguai. A sede foi na Argentina. As seleções jogaram entre si em turno único. A Seleção Argentina sagrou-se campeã.

## Brasil no Campeonato Sul-Americano
Em 1916, durante a segunda viagem da Seleção Brasileira à Argentina, um dos jornais de Buenos Aires publicou uma charge na qual jogadores brasileiros eram representados por macacos fazendo piruetas. A comparação virou gozação popular e os brasileiros passaram a ser chamados de “macaquitos”. Como o Campeonato Sul-Americano de 1921 seria realizado em Buenos Aires, causando preocupação com a imagem que o Brasil levaria para o exterior por parte do Governo Brasileiro. 
O presidente da República, Epitácio Pessoa, convocou a diretoria da Confederação Brasileira de Desportos para uma reunião no Palácio do Catete, onde fez a recomendação de que só deveriam seguir para a competição atletas de pele branca. Deixando de fora futebolistas mestiços ou mulatos, como Arthur Friedenreich. Apesar de protestos, como o do escritor Lima Barreto, nada mudou e os jogadores partiram para disputa sem os jogadores de São Paulo, devido a divergências. 
Na partida de estreia o Brasil enfrentou os argentinos, e perdeu o jogo por 1 a 0 e também o atacante Nono, que ficou fora da competição. No segundo jogo, venceu os paraguaios por 3 a 0, sem apresentar uma exibição convincente. Veio o Uruguai e foram derrotados por 2 a 1. Mesmo assim, o Brasil ficou em segundo lugar na competição. A grande revelação do torneio foi o goleiro Kuntz, que, por suas fantásticas defesas, ganhou o apelido de “El Coloso” e um tango com o mesmo nome. O compositor foi o maestro Francisco Canaro..

## Grupo único
| Equipe    | P | J | V | E | D | GP | GC | SG |
| --------- | - | - | - | - | - | -- | -- | -- |
| Argentina | 6 | 3 | 3 | 0 | 0 | 5  | 0  | +5 |
| Brasil    | 2 | 3 | 1 | 0 | 2 | 4  | 3  | +1 |
| Uruguai   | 2 | 3 | 1 | 0 | 2 | 3  | 4  | -1 |
| Paraguai  | 2 | 3 | 1 | 0 | 2 | 2  | 7  | -5 |

| 2 de outubro de 1921 | Argentina     | 1 – 0 | Brasil | Estadio Sportivo Barracas, Buenos Aires Público: Não há dados sobre público Árbitro: Ricardo Vallarino Uruguai |
|                      | Libonatti 27’ |       |        | |

| 9 de outubro de 1921 | Paraguai           | 2 – 1 | Uruguai        | Estadio Sportivo Barracas, Buenos Aires Público: Não há dados sobre público Árbitro: Gerónimo Rapossi Argentina |
|                      | Rivas 9’ López 66’ |       | Piendibene 83’ | |

| 12 de outubro de 1921 | Paraguai | 0 – 3 | Brasil                       | Estadio Sportivo Barracas, Buenos Aires Público: Não há dados sobre público Árbitro: Ricardo Vallarino Uruguai |
|                       |          |       | Machado 21’ 44’ Candiota 46’ | |

| 16 de outubro de 1921 | Argentina                               | 3 – 0 | Paraguai | Estadio Sportivo Barracas, Buenos Aires Público: Não há dados sobre público Árbitro: Ricardo Vallarino Uruguai |
|                       | Libonatti 1’ Saruppo 71’ Echeverría 76’ |       |          | |

| 23 de outubro de 1921 | Uruguai      | 2 – 1 | Brasil     | Estadio Sportivo Barracas, Buenos Aires Público: Não há dados sobre público Árbitro: Víctor Cabañas Saguier Paraguai |
|                       | Romano 1’ 8’ |       | Zezé I 53’ | |

| 30 de outubro de 1921 | Argentina     | 1 – 0 | Uruguai | Estadio Sportivo Barracas, Buenos Aires Público: 25.000 Árbitro: Pedro Santos Brasil |
|                       | Libonatti 57’ |       |         |                                                                                      |